# PTT (Paesi Bassi)
La Staatsbedrijf der Posterijen, Telegrafie en Telefonie ("Azienda di stato delle poste, telegrafi e telefoni"), abbreviata PTT, è stata l'azienda di stato nederlandese per la posta e le telecomunicazioni.

## Storia

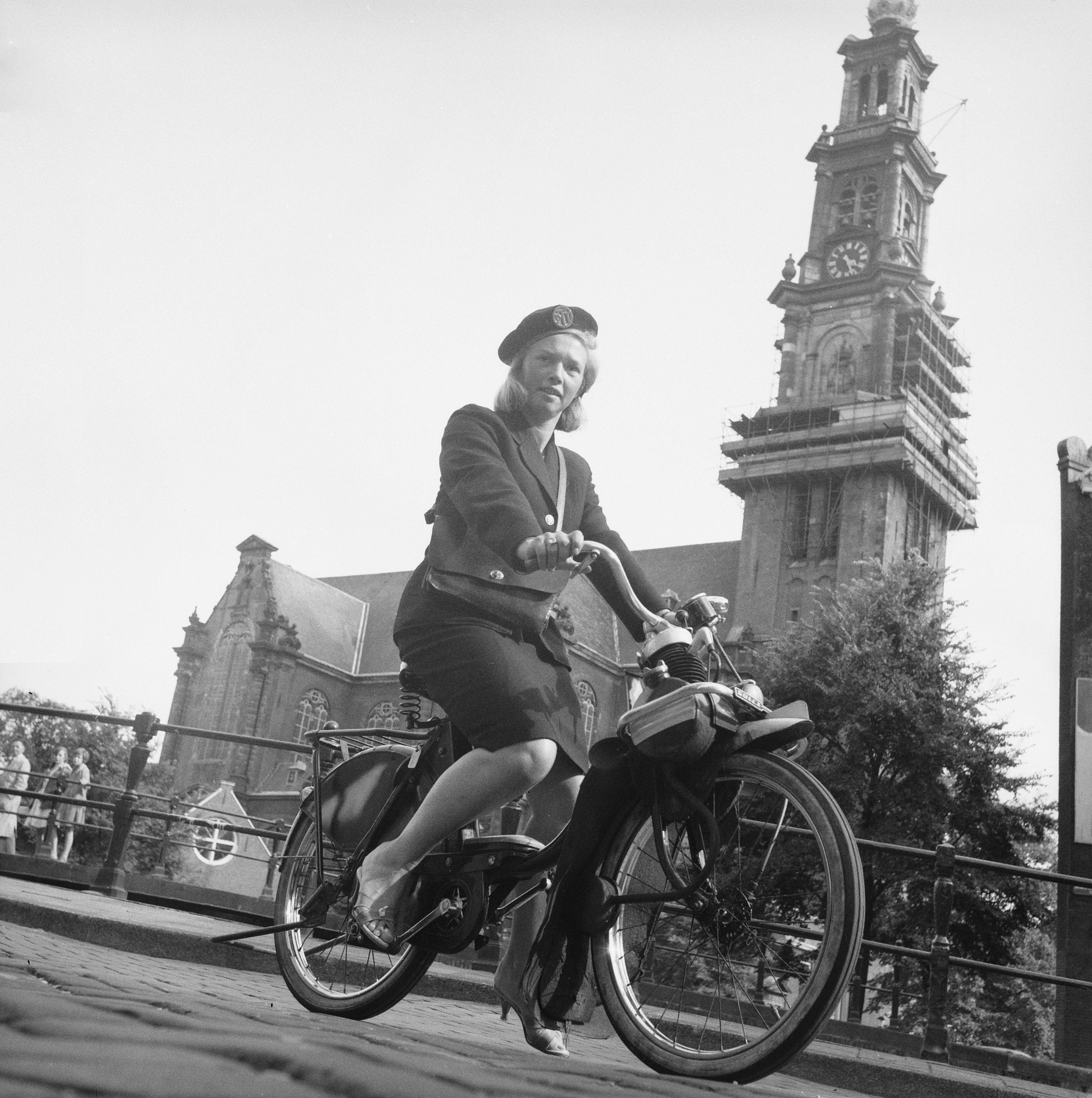
Postina ad Amsterdam nel 1962

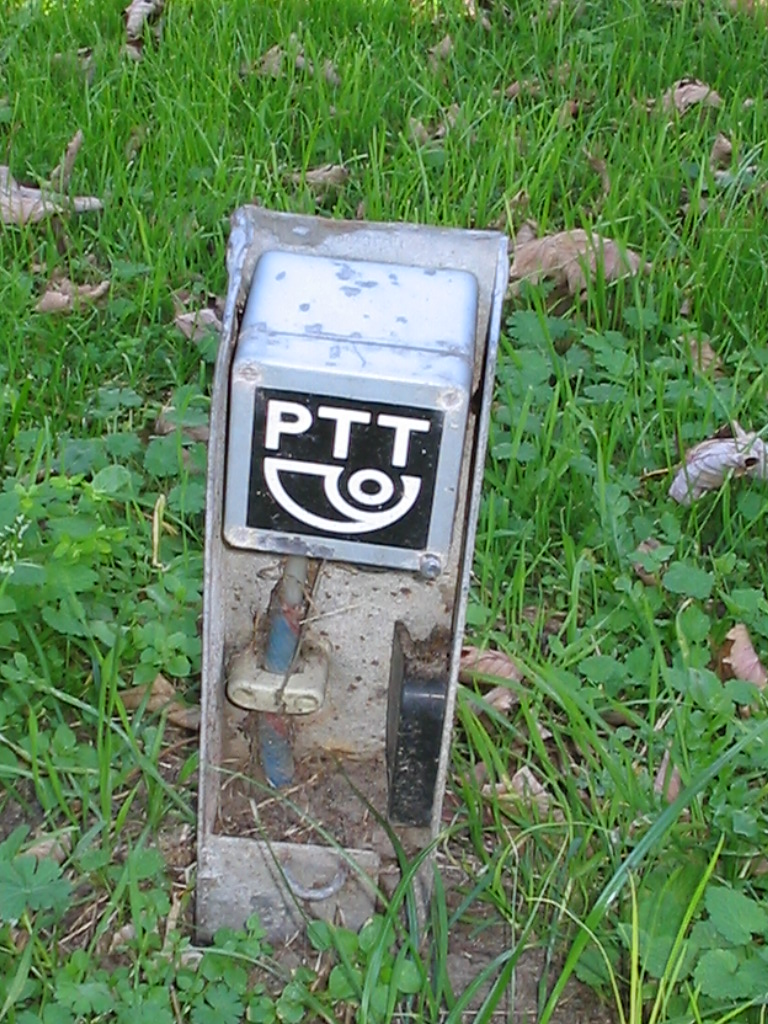
Un punto di connessione ancora in funzione, tuttavia solo per internet mediante telefonia

### Precursori
Il 15 gennaio 1799 la Repubblica Batava prese in carico la gestione della posta delle lettere e nel 1807 il re Luigi Napoleone mise le poste sotto la direzione del Ministero delle Finanze del Regno d'Olanda. Il regolamento postale del 1810 stabilì il monopolio statale, fissò le tariffe unificate, e pose il servizio postale sotto il controllo del Ministero delle Finanze francese. Dopo la fine del dominio francese sui Paesi Bassi il principe sovrano Guglielmo Federico nel 1813 nominò un capo delle poste, ed al Ministero delle Finanze lasciò la sola responsabilità finanziaria;tuttavia, dal 1819 le poste furono nuovamente affidate alla gestione diretta del ministero. La legge postale del 1850 garantì che l'interesse collettivo di una buona gestione del traffico postale fosse il principale obiettivo del servizio medesimo.
Il Rijkstelegraaf ("Telegrafo statale") fu fondato nel 1852, in seguito alla proliferazione di linee telegrafiche costruite a partire dal 1845 fino a formare una rete nazionale. La gestione ricadde in un primo tempo sotto il Ministero degli interni, fino a quando nel 1870 passò al Ministero delle Finanze. Nel 1877 venne costituito il Ministero delle acque, commercio e industria, il quale assunse anche la competenza delle poste e del telegrafo nazionale nel 1886, riunendoli sotto un'unica direzione.
Nel 1893 venne costituita la Administratie der Posterijen en Telegrafie ("Amministrazione delle poste e telegrafi"), un'azienda autonoma sotto il controllo del ministero. Questa trasformazione, da una direzione di ministero ad un'azienda autonoma, era in realtà solo una formalità, dal momento che il servizio nel corso degli anni aveva sempre operato in modo autonomo.
A partire dal 1897 il Rijkstelegraaf subentrò alla Nederlandsche Bell-Telephoon Maatschappij (la consociata olandese della Bell) nella gestione dei collegamenti telefonici interurbani. La NBTM era stata la prima, ed a quell'epoca era anche la più grande, compagnia telefonica dei Paesi Bassi e – in vista della definitiva acquisizione da parte del Rijkstelegraaf – l'unica impresa che avesse ricevuto l'autorizzazione dello stato a creare collegamenti interurbani. La legge telegrafica e telefonica del 1904 regolamentò il rilascio delle concessioni per l'impianto e la gestione delle reti telefoniche; e nel 1913 lo stato iniziò la nazionalizzazione delle reti telefoniche locali, della NBTM e di altre concessionarie.

### La PTT
Nel 1915 la legge sulle aziende del 1912 è stata applicata all'organizzazione, in questo modo lo statuto giuridico dell'azienda di stato divenne quello di Staatsbedrijf der Posterijen en Telegrafie ("Azienda di stato delle poste e telegrafi"). Soltanto nel 1928, per inserire espressamente anche l'elemento "telefono", il nome venne modificato in Staatsbedrijf der Posterijen, Telegrafie en Telefonie (Azienda di stato delle Poste, Telegrafi e Telefoni - PTT).
Durante la seconda Guerra mondiale gli occupanti Tedeschi resero autonome le PTT, misura che dopo la guerra fu immediatamente annullata. Questo assetto durò fino agli anni ottanta, finché i diversi settori delle PTT furono privatizzati.

### Scissione e privatizzazione
La Rijkspostspaarbank (cassa di risparmio postale) e la Postcheque- en Girodienst (banca postale) furono separate per prime dalle PTT, nel 1986, e privatizzate con il nome di Postbank. Questa si fuse nel 1989 con la Nederlandsche Middenstandsbank (NMB) per formare il NMB Postbank Groep e nel 1991 con la Nationale-Nederlanden, fusione da cui è nata lo ING Groep. Nel 2009 Postbank e ING Bank si sono unite ulteriormente sotto il nome "ING".
Lo stato rese autonome le PTT nel 1989, che in seguito, con l'aggiunta del prefisso "Koninklijk" ("reale"), proseguirono sotto il nome di Koninklijke PTT Nederland NV (KPN), le cui principali società operative erano la PTT Post BV e la PTT Telecom BV. Il governo rimase azionista unico della società fino alla quotazione in borsa nel 1994. Nel dicembre del 1996 la KPN prese il controllo dell'impresa australiana Thomas Nationwide Transport (TNT), che fuse con la PTT Post per creare il TNT Post Groep (TPG). Il nome commerciale PTT Post rimase tuttavia in uso fino al 2002, quando divenne TPG Post. Nel giugno 1998 la Koninklijke PTT Nederland NV si divise in TNT Post Groep N.V. (il settore postale, da cui dipendevano le imprese TNT) e in Koninklijke KPN NV (originariamente PTT Telecom). Entrambe le imprese perseguivano anche ambizioni internazionali, che nel 2005 portarono ad un cambio di nome, da TNT Post Group (TPG NV) a TNT N.V. e nel 2006 da TPG Post a Koninklijke TNT Post BV (TNT Post), che fa parte dell'impresa quotata in borsa TNT NV.
Successivamente fu separato il settore delle consegne espresso dalla TNT NV, il ché portò ad una nuova società quotata, la TNT Express. La separazione giuridica entrò in vigore il 31 maggio 2011, quando anche la ragione sociale della TNT N.V. venne modificata in PostNL N.V.. Il servizio postale nazionale da questo momento continuò come Koninklijke PostNL.
Per parte sua la KPN si è concentrata inizialmente sulle telecomunicazioni ed internet, ma in seguito si è impegnata anche nel controllo della televisione.

## Attività
Prima della privatizzazione (1989) le PTT olandesi godevano delle seguenti concessioni in esclusiva:
- impianto, gestione e manutenzione delle infrastrutture delle telecomunicazioni;
- fornitura dei servizi base per la telefonia, telegrafia, telex e trasporto dei dati;
- noleggio delle linee per servizi telematici ed informatici (ad eccezione dei servizi base);
- consegna a pagamento di lettere di peso non superiore a 500 grammi;
- collocamento sulle pubbliche vie delle cassette postali destinate al pubblico;
- emissione di francobolli con l'immagine del re o con la scritta "Nederland".

I servizi telematici potevano essere forniti da qualunque soggetto.
| Attività           | 1881                     | 1915                     | 1918                      | 1928                      | 1977         | 1986     | 1989        | 1998     | 2002     | 2006     | 2009   | 2011   | 2016 | heute |
| ------------------ | ------------------------ | ------------------------ | ------------------------- | ------------------------- | ------------ | -------- | ----------- | -------- | -------- | -------- | ------ | ------ | ---- | ----- |
| Telefonia          |                          | APT                      | APT                       | PTT                       | PTT          | PTT      | PTT Telecom | KPN      | KPN      | KPN      | KPN    | KPN    | KPN  | KPN   |
| Posta espresso     | PTT Post                 | PTT Post                 | APT                       | PTT                       | PTT          | PTT      | TPG Post    | TNT Post | TNT Post |          |        |        |      |       |
| Posta              | PTT Post                 | PTT Post                 | APT                       | PTT                       | PTT          | PTT      | TPG Post    | TNT Post | TNT Post | PostNL   | PostNL | PostNL |      |       |
| Cassa di risparmio | Rijkspostspaarbank (RPS) | Rijkspostspaarbank (RPS) | Rijkspostspaarbank (RPS)  | Rijkspostspaarbank (RPS)  | Postgiro/RPS | Postbank | Postbank    | Postbank | Postbank | Postbank | ING    | ING    | ING  | ING   |
| Banca              |                          |                          | Postcheque- en Girodienst | Postcheque- en Girodienst | Postgiro/RPS | Postbank | Postbank    | Postbank | Postbank | Postbank | ING    | ING    | ING  | ING   |